# Subdivisions de l'oblast de Briansk
L'administration territoriale de l'oblast de Briansk est l'organisation des institutions et des administrations du territoire de l'oblast russe de Briansk. On recense de nombreuses communautés territoriales qui peuvent avoir un objectif politique (municipalités), électoral (circonscriptions électorales) ou administratif (raïons et certaines villes).

## Vue d'ensemble
D'un point de vue administratif, l'oblast est divisé en 4 villes d'importance d'oblast et 27 raïons,.
Selon la division municipale actuelle en vigueur, l'oblast est divisé en 5 okrougs urbains, en 2 okrougs municipaux et en 24 raïons municipaux. Ces raïons municipaux contiennent 29 établissements urbains et 176 établissements ruraux. Ainsi, il y a en tout 236 municipalités sur le territoire de l'oblast.

### Subdivisions administratives
| Nom                            | Chef-lieu                      |
| Villes d'importance régionales | Villes d'importance régionales |
| ------------------------------ | ------------------------------ |
| Ville de Briansk               | Briansk                        |
| Ville de Klintsy               | Klintsy                        |
| Ville de Seltso                | Seltso                         |
| Ville de Fokino                | Fokino                         |
| Raïons administratifs          |                                |
| Raïon de Brassovo              | Lokot                          |
| Raïon de Briansk               | Glinichtchevo                  |
| Raïon de Vygonitchy            | Vygonitchy                     |
| Raïon de Gordeïevka            | Gordeïevka                     |
| Raïon de Doubrovka             | Doubrovka                      |
| Raïon de Diatkovo              | Diatkovo                       |
| Raïon de Jiriatino             | Jiriatino                      |
| Raïon de Zlynka                | Zlynka                         |
| Raïon de Karatchev             | Karatchev                      |
| Raïon de Kletnia               | Kletnia                        |
| Raïon de Klimovo               | Klimovo                        |
| Raïon de Klintsy               | Klintsy                        |
| Raïon de Komaritchi            | Komaritchi                     |
| Raïon de Krasnaïa Gora         | Krasnaïa Gora                  |
| Raïon de Mgline                | Mgline                         |
| Raïon de Navlia                | Navlia                         |
| Raïon de Novozybkov            | Novozybkov                     |
| Raïon de Pogar                 | Pogar                          |
| Raïon de Potchep               | Potchep                        |
| Raïon de Rognedino             | Rognedino                      |
| Raïon de Sevsk                 | Sevsk                          |
| Raïon de Souzemka              | Souzemka                       |
| Raïon de Souraj                | Souraj                         |
| Raïon de Troubtchevsk          | Troubtchevsk                   |
| Raïon d'Ounetcha               | Ounetcha                       |

### Subdivisions municipales
| N°                 | Nom                         | Centre administratif | Superficie      | Population (Rec. 2021) | Population du chef-lieu (2021) |
| Okrougs urbains    | Okrougs urbains             | Okrougs urbains      | Okrougs urbains | Okrougs urbains        | Okrougs urbains                |
| ------------------ | --------------------------- | -------------------- | --------------- | ---------------------- | ------------------------------ |
| 1                  | Ville de Briansk            | Briansk              | 186,73          | 395 574                | 373 310 (2024)                 |
| 2                  | Ville de Klintsy            | Klintsy              | 63.20           | 70 385                 | 63 059                         |
| 3                  | Okroug urbain de Novozybkov | Novozybkov           | 1 029,97        | 49 379                 | 38 680                         |
| 4                  | Ville de Seltso             | Seltso               | 33.08           | 15 906                 | 15 906                         |
| 5                  | Ville de Fokino             | Fokino               | 24              | 12 538                 | 12 538                         |
| Okrougs municipaux |                             |                      |                 |                        |                                |
| 6                  | Raïon de Joukovka           | Joukovka             | 1 114,58        | 33 943                 | 17 628                         |
| 7                  | Raïon de Starodoub          | Starodoub            | 1 782,36        | 35 404                 | 17 687                         |
| Raïons municipaux  |                             |                      |                 |                        |                                |
| 8                  | Raïon de Brassovo           | Lokot                | 1 185,33        | 17 779                 | 8469                           |
| 9                  | Raïon de Briansk            | Glinichtchevo        | 1 800,68        | 71 266                 | 4348                           |
| 10                 | Raïon de Vygonitchy         | Vygonitchy           | 1 028,38        | 17 117                 | 4658                           |
| 11                 | Raïon de Gordeïevka         | Gordeïevka           | 846.54          | 10 060                 | 3014 (2014)                    |
| 12                 | Raïon de Doubrovka          | Doubrovka            | 1 027,93        | 14 910                 | 6793                           |
| 13                 | Raïon de Diatkovo           | Diatkovo             | 1 412,72        | 55 032                 | 25 255                         |
| 14                 | Raïon de Jiriatino          | Jiriatino            | 742.27          | 6568                   | 2501 (2014)                    |
| 15                 | Raïon de Zlynka             | Zlynka               | 730.94          | 11 610                 | 5270                           |
| 16                 | Raïon de Karatchev          | Karatchev            | 1 408.08        | 32 279                 | 17 449                         |
| 17                 | Raïon de Kletnia            | Kletnia              | 1 582,84        | 17 032                 | 11 947                         |
| 18                 | Raïon de Klimovo            | Klimovo              | 1 553,57        | 25 897                 | 13 554                         |
| 19                 | Raïon de Klintsy            | Klintsy              | 1 291,37        | 17 163                 | Non inclus                     |
| 20                 | Raïon de Komaritchi         | Komaritchi           | 1 020.17        | 15 659                 | 7325                           |
| 21                 | Raïon de Krasnaïa Gora      | Krasnaïa Gora        | 1 071,89        | 10 250                 | 5504                           |
| 22                 | Raïon de Mgline             | Mgline               | 1 088,40        | 15 960                 | 6919                           |
| 23                 | Raïon de Navlia             | Navlia               | 2 011.92        | 26 906                 | 15 536                         |
| 24                 | Raïon de Pogar              | Pogar                | 1 196,38        | 29 424                 | 9484                           |
| 25                 | Raïon de Potchep            | Potchep              | 1 886,97        | 34 971                 | 14 991                         |
| 26                 | Raïon de Rognedino          | Rognedino            | 1 051,21        | 6202                   | 2775                           |
| 27                 | Raïon de Sevsk              | Sevsk                | 1 214,48        | 14 159                 | 6732                           |
| 28                 | Raïon de Souzemka           | Souzemka             | 1 339,32        | 15 254                 | 8672                           |
| 29                 | Raïon de Souraj             | Souraj               | 1 128,37        | 22 345                 | 11 176                         |
| 30                 | Raïon de Troubtchevsk       | Troubtchevsk         | 1 843.17        | 33 491                 | 13 287                         |
| 31                 | Raïon d'Ounetcha            | Ounetcha             | 1 147,54        | 34 698                 | 24 274                         |